# Cyanea annaskala
Cyanea annaskala är en manetart som beskrevs av von Lendenfeld 1884. Cyanea annaskala ingår i släktet Cyanea och familjen Cyaneidae. Inga underarter finns listade i Catalogue of Life.